# Julia Hart
Julia Hart (Estados Unidos, 7 de abril de 1982) es una cineasta y actriz ocasional estadounidense, reconocida por su trabajo en las películas Miss Stevens (2016) y Fast Color (2018).

## Carrera
Tras su graduación, Hart se convirtió en docente. A los 25 años empezó se convirtió en maestra de secundaria. Tras desempeñar esta profesión por ocho años, Hart decidió dedicarse a la escritura de guiones.
Miss Stevens fue el debut de Hart como directora. Inspirada por su propia experiencia, en Miss Stevens relata la historia de una maestra mientras acompaña a tres estudiantes en un viaje de fin de semana a una competencia de teatro. La cinta se estrenó en el festival South by Southwest el 12 de marzo de 2016. Miss Stevens recibió una nominación para el Gran Premio del Jurado en el festival.
Su siguiente película, Fast Color, tuvo su estreno en el mismo festival en su edición de 2018. Fast Color fue dirigida y coescrita por su esposo Jordan Horowitz, también ligado a la realización cinematográfica.

## Filmografía
- 2020: Stargirl (directora)
- 2018: Fast Color (directora y escritora)
- 2016: Miss Stevens (directora y escritora)
- 2014: The Keeping Room (escritora)
- 2002: Tuck Everlasting (actriz)